# Хемингуэй, Эрнест
Эрне́ст Ми́ллер Хемингуэ́й (англ. Ernest Miller Hemingway; 21 июля 1899 года, Ок-Парк, Иллинойс, США — 2 июля 1961 года, Кетчум, Айдахо, США) — американский писатель, военный корреспондент, лауреат Нобелевской премии по литературе 1954 года.
Широкое признание Хемингуэй получил благодаря своим романам и многочисленным рассказам — с одной стороны, и своей жизни, полной приключений и неожиданностей, — с другой. Его стиль, краткий и насыщенный, значительно повлиял на литературу XX века.

## Биография

### Детство и юность
Эрнест Хемингуэй родился 21 июля 1899 года в привилегированном пригороде Чикаго — деревне Ок-Парк (Иллинойс, США). Его отец Кларенс Эдмонт Хемингуэй (1871—1928) был врачом, а мать, Грейс Эрнестин Холл-Хемингуэй (1872—1951) — оперной певицей. Родители оба получили хорошее образование и в консервативной общине Ок-Парка пользовались отличной репутацией. Известный архитектор Фрэнк Ллойд Райт говорил про данное сообщество так: «Там очень много церквей, в которые ходит так много хороших людей» (англ. «So many churches for so many good people to go to»). После свадьбы Кларенс и Грейс Хемингуэи некоторое время жили с отцом Грейс, Эрнестом Миллером Холлом, в честь которого пара назвала своего первого сына. Позже Эрнест Хемингуэй говорил, что не любил своё имя, которое у него «ассоциировалось с наивным, даже глупым героем пьесы Оскара Уайльда „Как важно быть серьёзным“ (англ. «The Importance of Being Earnest»)». В конце концов семья переехала в семикомнатный дом в респектабельном районе с музыкальной студией для Грейс и медицинским кабинетом для Кларенса.

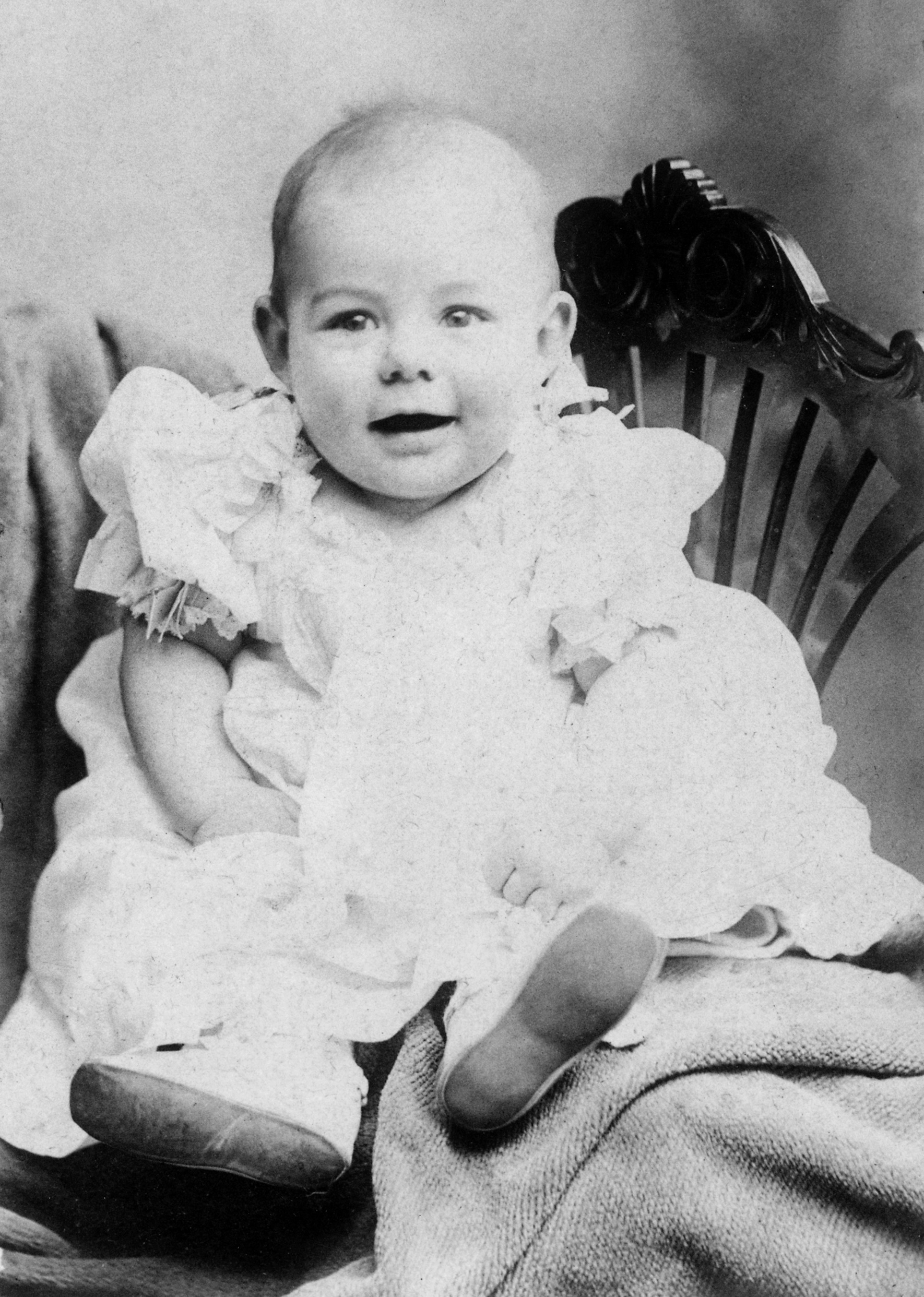
Хемингуэй был вторым ребёнком и первым сыном в семье Кларенса и Грейс Хемингуэев (фото около 1900-х годов)

Мать Хемингуэя одевала маленького Эрнеста (который был первым мальчиком в семье), как девочку, однако так было принято в то время во многих семьях. Она впервые обрезала его волосы, когда ему было 6 лет, и называла его «куколка» (англ. dolly). Биографы предполагают, что эти странные отношения Грейс к своему сыну повлияли на всю его жизнь. Сюжет о поздней обрезке волос у мальчика неоднократно возникает в произведениях Хемингуэя, например, в романе «Райский сад» (англ. «The Garden of Eden»). Кроме того, в ряде рассказов писателя персонажи по той или иной причине становятся бессильными и отчаянно пытаются вернуть свою мужественность, как умирающий писатель в рассказе «Снега Килиманджаро» (англ. «The Snows of Kilimanjaro»). Позже Хемингуэй признавался, что ненавидел свою мать, хотя его племянник Джон Сэнфорд, сын Марселины, который позже стал академиком, сказал в интервью, что противные слова автора о его матери являются «прикрытием» его глубокой любви к ней. Биограф Майкл С. Рейнольдс отметил, что Эрнест унаследовал от матери энергию и энтузиазм. Отец Хемингуэя очень гордился своими колониальными предками и в соответствие с религиозными догмами запрещал в семье танцевать, пить, курить и играть в азартные игры. Этот большой широкоплечий мужчина, в отличие от своей жены, держал детей в строгой дисциплине и, если считал необходимым, мог высечь Хемингуэя кожаным ремнём. Чёрствый врач является персонажем одного из ранних рассказов Хемингуэя — «Доктор и его жена» (англ. «The Doctor and The Doctor's Wife»). В нём разговоры между врачом и его женой основаны на реальных разговорах между родителями писателя.
Мать будущего автора часто выступала на концертах и хотела научить детей играть на музыкальных инструментах. У Эрнеста не было талантов к этому, но она настоятельно требовала от него играть на виолончели, что не раз становилось «источником конфликта», но позже он признал, что уроки музыки были полезны для его творчества, что видно по контрапунктной структуре романа «По ком звонит колокол».
У семьи, кроме зимнего дома в Ок-Парке, был ещё коттедж «Уиндемир» на озере Валлун недалеко от города Петоски в штате Мичиган, где отец учил четырёхлетнего Эрнеста охотиться, ловить рыбу, строить убежища в лесах и на берегах озёр Северного Мичигана. Его ранние опыты в мире природы привили ему страсть к приключениям и жизни в отдалённых или изолированных районах.

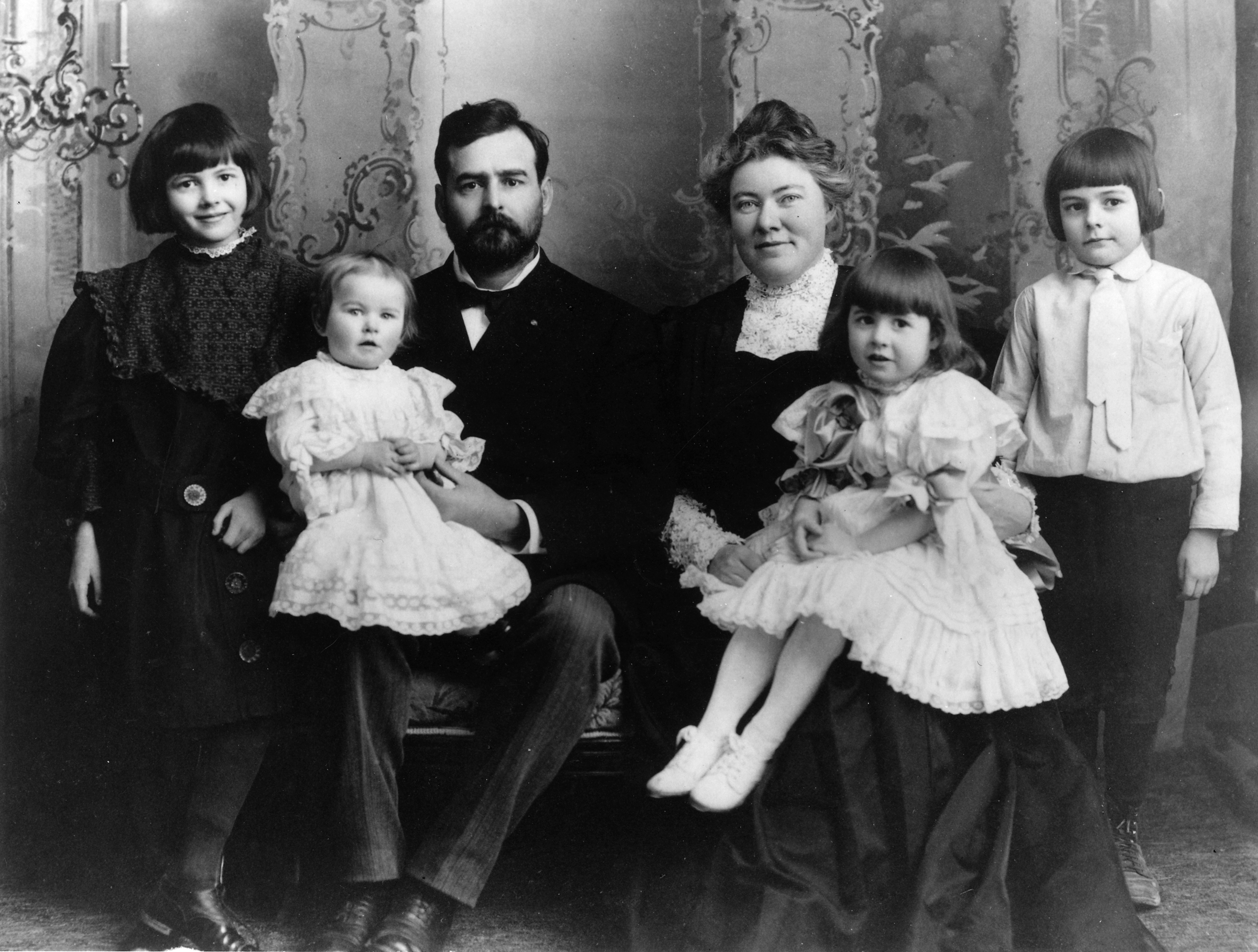
Семья Хемингуэя в 1905 году (слева): Марселина, Сани, Кларенс, Грейс, Урсула и Эрнест

Для мальчика поездки в «Уиндмир» означали полную свободу. Его никто не заставлял играть на виолончели, и он мог заниматься своими делами — сидеть на берегу с удочкой, бродить по лесу, играть с детьми из индейского посёлка. В 1911 году, когда Эрнесту исполнилось 12 лет, дедушка Хемингуэй подарил ему однозарядное ружьё 20-го калибра. Этот подарок укрепил дружбу деда и внука. Мальчик обожал слушать рассказы старика, в будущем часто перенося их в свои произведения. Он на всю жизнь сохранил добрые воспоминания о своём деде.
Охота стала для Эрнеста главной страстью. Кларенс научил сына обращаться с оружием (в частности, лук и копьё) и выслеживать зверя. Одни из первых своих рассказов о Нике Адамсе, своём alter ego, Хемингуэй посвятит именно охоте и фигуре отца. Его личность, жизнь и трагический конец — Кларенс покончит жизнь самоубийством, застрелившись из охотничьей двустволки — будут всегда волновать писателя.
С 1913 по 1917 год Хемингуэй учился в средней школе Oak Park and River Forest High School, где много занимался различными видами спорта, а именно боксом, лёгкой атлетикой, водным поло и футболом. Эрнест позже говорил:

Бокс научил меня никогда не оставаться лежать, всегда быть готовым вновь атаковать… быстро и жёстко, подобно быку.

Особых успехов он добивался на уроках английского языка, а также на протяжении двух лет участвовал в школьном оркестре вместе с сестрой Марселиной. В юношеские годы Хемингуэй также проходил курсы по журналистике в Фэни Бигс, которые были устроены по принципу «будто класс был газетным офисом». Лучшие авторы на этих курсах получали возможность писать для школьной газеты «Трапеция» (англ. «The Trapeze»). И Эрнест и его сестра Марселина были среди них и писали для газеты. Первым вкладом Хемингуэя в «Трапецию» стала статья о местном выступлении Чикагского симфонического оркестра, опубликованная в январе 1916 года. Он продолжал писать и для «Трапеции», и для школьного ежегодника «Табула» (англ. «The Tabula»), подражая языку спортивных обозревателей и используя псевдоним Ринг Ларднер-младший — по примеру Ринга Ларднера из газеты Chicago Tribune, который подписывался «Лайн О’Тайп». Сначала был напечатан «Суд Маниту» — сочинение с северной экзотикой, кровью и индейским фольклором, а в следующем номере — новый рассказ «Всё дело в цвете кожи» — о закулисной и грязной коммерческой стороне бокса. Далее, в основном, публиковались репортажи о спортивных состязаниях, концертах. Особенно популярными были ехидные заметки о «светской жизни» Ок-Парка. В это время Хемингуэй уже твёрдо для себя решил, что будет писателем.
После выпуска из школы он решил не поступать в университет, как этого требовали родители, а переехал в Канзас-Сити, где устроился работать в местную газету The Kansas City Star репортёром. Здесь он отвечал за небольшой район города, в который входили главная больница, вокзал и полицейский участок. Молодой репортёр выезжал на все происшествия, знакомился с притонами, сталкивался с проститутками, наёмными убийцами и мошенниками, бывал на пожарах и в тюрьмах. Эрнест Хемингуэй наблюдал, запоминал, старался понять мотивы человеческих поступков, улавливал манеру разговоров, жесты и запахи. Всё это откладывалось у него в памяти, чтобы потом стать сюжетами, деталями и диалогами его будущих рассказов. Здесь сформировался его литературный стиль и привычка быть всегда в центре событий. Редакторы газеты научили его точности и ясности языка и старались пресечь любое многословие и стилистические небрежности.

### Первая мировая война

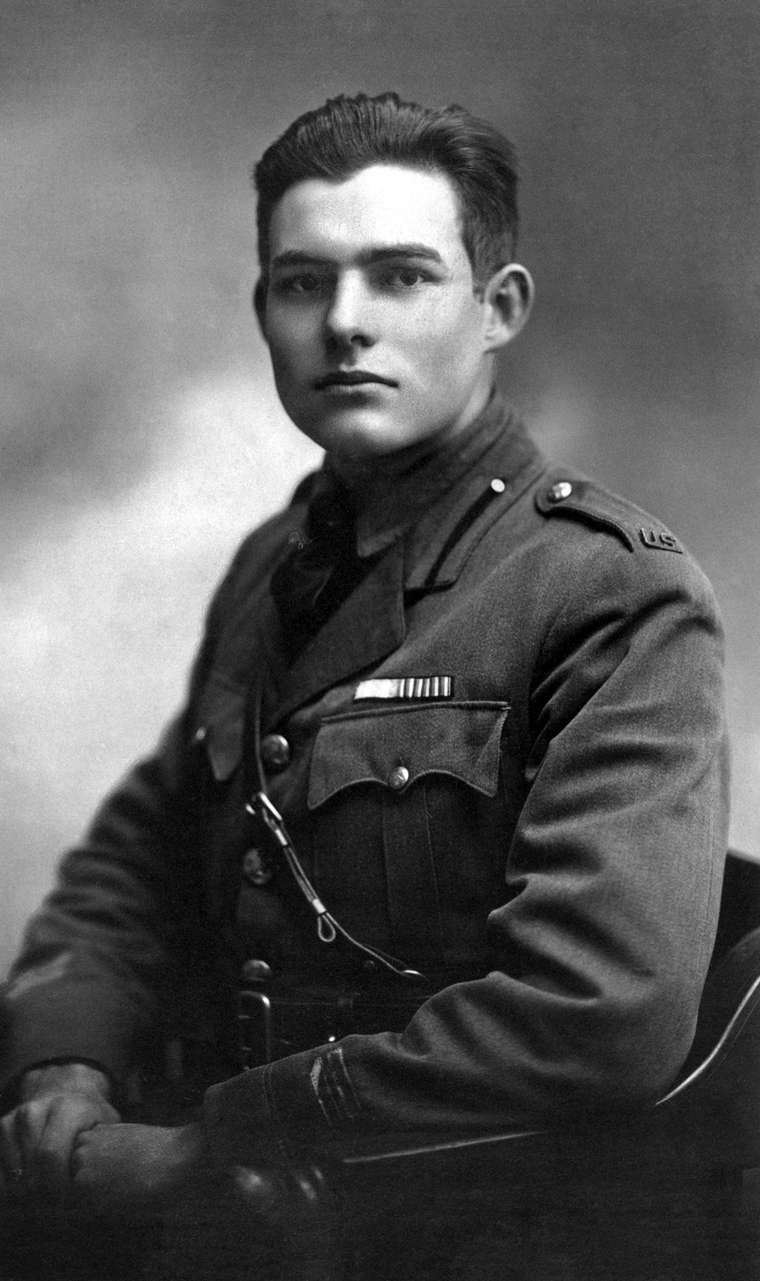
Хемингуэй в Милане в 1918 году

После вступления США в Первую мировую войну Хемингуэй решил пойти добровольцем, но его не взяли из-за повреждённого левого глаза. В начале 1918 года Эрнест Хемингуэй отозвался на кадровый поиск Красного Креста в Канзас-Сити и вызвался быть водителем скорой помощи на итальянском фронте. В мае он покинул Нью-Йорк и прибыл в Париж, который находился под обстрелом немецкой артиллерии. В июне он добрался до Италии, где, вероятно, впервые встретился с Джоном Дос Пассосом, с которым на протяжении многих десятилетий имел нелёгкие отношения. Во время своего первого дня в Милане он был отправлен к месту взрыва на военном заводе, где спасатели вытаскивали из развалин останки работниц. Хемингуэй описал этот инцидент в своей научно-популярной книге «Смерть после полудня» (англ. Death in the Afternoon): «Я помню, что после того, как мы довольно тщательно искали останки погибших, мы собирали фрагменты». Через несколько дней он был в Фоссальте-ди-Пьяве.
8 июля 1918 года Хемингуэй был тяжело ранен миномётным огнём, возвращаясь из столовой с шоколадом и сигаретами для солдат на передовой. Несмотря на раны, он помогал спасать итальянских солдат, за что получил итальянскую серебряную медаль за отвагу. Будучи 18-летним юношей, он описывал этот инцидент: «Если вы идёте на войну мальчиком, вы имеете большую иллюзию бессмертия. Других людей убивают, а вас — нет… Потом, когда вы в первый раз получаете тяжёлые ранения, вы теряете эту иллюзию и знаете, что это может случиться и с вами». Он получил серьёзные осколочные ранения обеих ног, прошёл немедленную операцию и провёл пять дней в полевом госпитале до того, как был переведён на оздоровление в больницу Красного Креста в Милане. Он провёл шесть месяцев в больнице, где встретил и сильно подружился с Эриком Дорман-Смитом по прозвищу «Чинк», а также делил комнату с будущим американским дипломатом, послом и писателем Генри Серрано Виларом.
В госпитале из него извлекли 26 осколков, при этом на теле Эрнеста было более двухсот ран. Вскоре его перевезли в Милан, где простреленную коленную чашечку врачи заменили алюминиевым протезом.

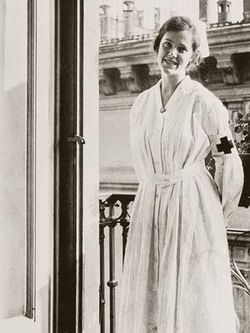
Агнес фон Куровски в Милане в 1918 году

Во время выздоровления Хемингуэй встретил свою первую любовь — Агнес фон Куровски, медсестру Красного Креста, которая была на семь лет старше его. В январе 1919 года, когда он возвращался в Соединённые Штаты, Агнес и Хемингуэй решили жениться в течение нескольких месяцев в Америке. Тем не менее в марте она написала, что обручилась с итальянским офицером. Биограф Джеффри Майерс утверждает, что Хемингуэй был опустошён из-за отказа Агнес и в будущем стремился оставить жену до того, как она оставит его.

### Торонто и Чикаго
Эрнест Хемингуэй, которому ещё не было 20 лет, вернулся с войны в начале 1919 года зрелым человеком, который переживал депрессию из-за того, что был вынужден сидеть дома без работы, и из-за необходимости восстановления сил и здоровья. Как объясняет Рейнольдс, «Хемингуэй не мог точно объяснить своим родителям, что он почувствовал, когда увидел окровавленное колено. Он не мог объяснить, как страшно ему было в другой стране с хирургами, которые не могли сказать ему на английском языке, смогут ли они исцелить его ногу или нет». Вскоре родители начали давить на него, чтобы он нашёл работу или продолжал образование, но на 1000 долларов страховых выплат за ранения он мог жить не работая почти год. Хемингуэй жил в доме своих родителей и проводил время, читая в библиотеке или дома. Он мало рассказывал о войне, а знакомые часто видели, как он ходил по городу в форме Красного креста. В сентябре он пошёл в поход на Верхний полуостров Мичигана со своими школьными друзьями. Этот поход стал вдохновением для его рассказа «На Биг-Ривер» (англ. Big Two-Hearted River), в котором автобиографичный персонаж Ник Адамс уезжает из города в поисках уединения после возвращения с войны. Друг семьи предложил Хемингуэю работу в Торонто, и тот от скуки согласился. В конце года он начал работать в качестве фрилансера, штатного сотрудника и иностранного корреспондента в газете Toronto Star. Он вернулся в Мичиган в июне следующего года, а затем, в сентябре 1920 года, переехал в Чикаго, чтобы жить с друзьями, продолжая писать рассказы для Toronto Star. Единственный раз в жизни принял участие в выборах — отдал свой голос за кандидата в президенты от социалистов Юджина Дебса.
В Чикаго он работал в качестве помощника редактора ежемесячного журнала Cooperative Commonwealth, где познакомился с писателем Шервудом Андерсоном. Пианистка Хедли Ричардсон, которая жила в Сент-Луисе, приехала в Чикаго, чтобы посетить сестру соседа Хемингуэя. Он увлёкся ею, позже описав это: «Я знал, что она была девушкой, на которой я собирался жениться». У Хедли были рыжие волосы и она была на восемь лет старше его. Несмотря на это, Хедли, на которую повлияла чрезмерная опека матери, казалась менее зрелой, чем молодые женщины её возраста. Бернис Кёрт, автор книги «Женщины Хемингуэя» (англ. The Hemingway Women), утверждает, что на выбор писателя оказали влияние воспоминания об Агнес, но в Хедли была детскость, которой не хватало Агнес. Пара переписывалась несколько месяцев, а затем решила пожениться и путешествовать по Европе. Они хотели посетить Рим, но Шервуд Андерсон в своём письме убедил молодую пару вместо этого поехать в Париж. Они поженились 3 сентября 1921 года. Через два месяца Хемингуэй был нанят в качестве иностранного корреспондента Toronto Star, и пара уехала в Париж. Насчёт брака Хемингуэя и Хедли Майерс утверждает: «С Хедли Хемингуэй достиг всего, чего он ждал от своих отношений с Агнес: любви красивой женщины, удобного дохода и жизни в Европе».

### Париж

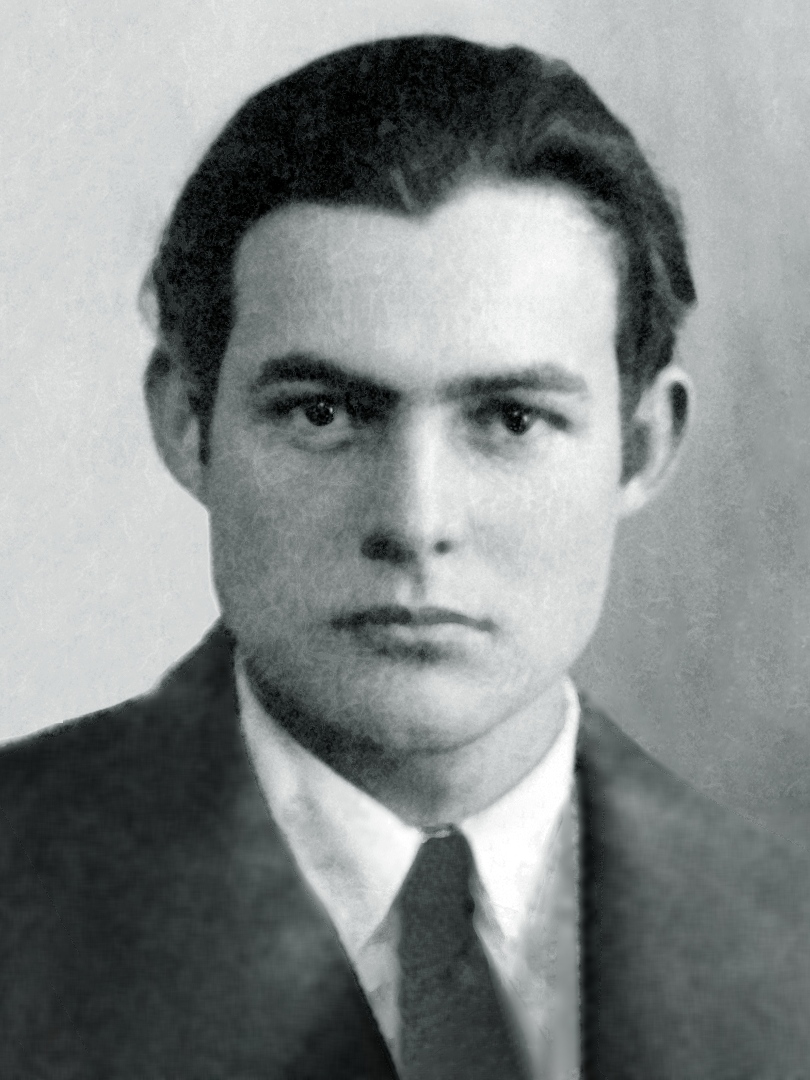
Паспортное фото Хемингуэя 1923 года

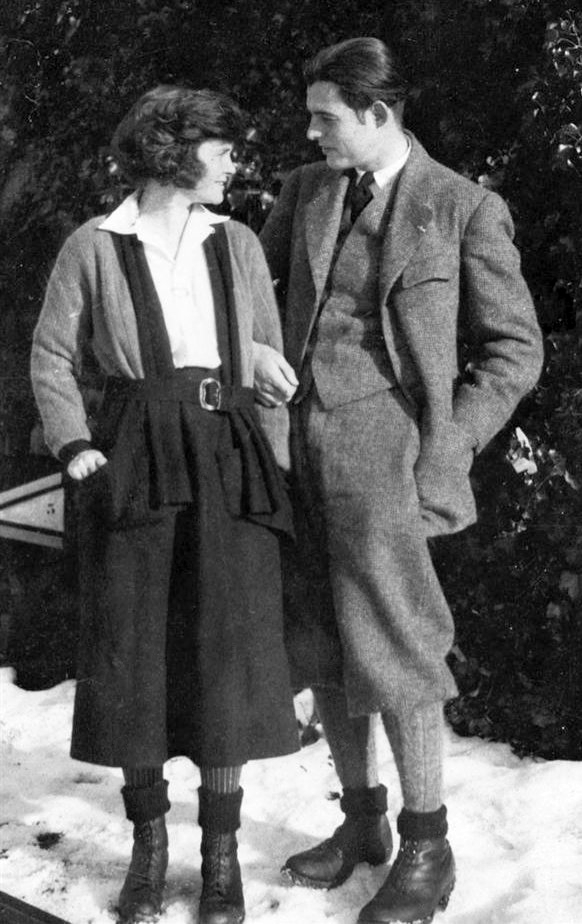
Хемингуэй и Хедли в 1922 году

Карлос Бейкер, первый биограф Хемингуэя, считает, что в то время как Андерсон предложил Париж, потому что денежный курс сделал это место недорогим для жизни, главным для Хемингуэя было то, что Париж был местом, где жили «самые интересные люди в мире». В Париже он встретил таких писателей, как Гертруда Стайн, Джеймс Джойс и Эзра Паунд, которые «могли помочь молодому писателю на ступеньках карьеры». В начале «парижских лет» Эрнест Хемингуэй был «высоким, красивым, мускулистым, плечистым, румяным молодым человеком с карими глазами, квадратной челюстью и мягким голосом». В Париже молодая чета Хемингуэев поселилась в небольшой квартирке на улице Кардинала Лемуана (фр.) около площади Контрэскарп (фр.), а работал Эрнест в арендованном помещении в соседнем здании. В книге «Праздник, который всегда с тобой» Эрнест писал:

Здесь не было горячей воды и канализации. Зато из окна открывался хороший вид. На полу лежал хороший пружинный матрац, служивший нам удобной постелью. На стене висели картины, которые нам нравились. Квартира казалась светлой и уютной.

Стайн, которая была оплотом модернизма в Париже, стала учителем Хемингуэя; она познакомила его с художниками и писателями из квартала Монпарнас, которых она называла «потерянным поколением» — термином, который Хемингуэй популяризировал в романе «И восходит солнце». Регулярно посещая салон Стайн, он познакомился с такими влиятельными художниками, как Пабло Пикассо, Жоан Миро и Хуан Грис. В конце концов он отказался от влияния Гертруды Стайн, и их отношения ухудшились и перетекли в литературные ссоры, которые происходили на протяжении десятилетий. Американский поэт Эзра Паунд случайно встретил Хемингуэя в книжной лавке Сильвии Бич «Шекспир и Компания» в 1922 году. Они вдвоём ездили в Италию в 1923 году и жили на одной улице в 1924 году. Между ними завязалась крепкая дружба, и Паунд видел в Хемингуэе талантливого молодого писателя. Паунд познакомил его с ирландским писателем Джеймсом Джойсом, с которым Хемингуэй часто устраивал «пьяные гулянки».
В ходе первых 20 месяцев в Париже Хемингуэй отослал в газету Toronto Star 88 рассказов. Он писал о греко-турецкой войне, где был свидетелем сожжения Смирны, а также такие приключенческие рассказы, как «Ловля тунца в Испании» (Tuna Fishing in Spain) и «Ловля форели в Европе» (Trout Fishing All Across Europe: Spain Has the Best, Then Germany). Писатель был опустошён, узнав, что Хедли потеряла чемодан с его рукописями на вокзале Гар де Льон, откуда она ехала в Женеву, чтобы встретиться с ним в декабре 1922 года. В сентябре пара вернулась в Торонто, где 10 октября 1923 года у них родился сын — Джон Хедли Никанор. Во время их отсутствия в Париже была опубликована первая книга Хемингуэя — «Три рассказа и десять стихотворений» («Three Stories and Ten Poems»). Два рассказа из этого сборника были всем, что осталось после потери чемодана, а третий был написан прошлой весной в Италии. Через несколько месяцев был опубликован второй сборник — «В наше время» (In our time). Это небольшое издание включало в себя 6 виньеток и 12 миниатюр, которые автор написал прошлым летом во время своего первого визита в Испанию, где на него произвела сильное впечатление коррида. Оставив Париж, он скучал в Торонто и считал за лучшее вернуться к жизни писателя, чем быть журналистом.
Хемингуэй, Хедли и их сын (которого называли Бамби) вернулись в Париж в январе 1924 года и переехали в новую квартиру на улице Нотр-Дам-де-Шан. Писатель помогал Форду Мэдоксу Форду в редакции журнала The Transatlantic Review, который публиковал произведения Эзры Паунда, Джона Дос Пассоса, баронессы Эльзы фон Фрейтаг-Лорингофен и Гертруды Стайн, а также некоторые из собственных ранних рассказов самого Хемингуэя, таких как «Индейский посёлок» (Indian Camp). В 1925 году был издан сборник «В наше время» (In Our Time), на суперобложке которого были комментарии Форда. К этому времени относится выработка писателем такого художественного приёма как «принцип айсберга», который он использовал на протяжении всего своего творческого пути. Так, по поводу рассказа «Конец сезона» Хемингуэй позже писал, что он убрал из него «настоящий финал», в котором «старик повесился»: «Я отбросил его, исходя из своей новой теории, что можно опустить что угодно, если опускаешь сознательно, и опущенный кусок усилит рассказ, заставит людей почувствовать больше того, что они поняли». Значительную похвалу получил рассказ «Индейский посёлок»; Форд видел в нём важное начальное произведение молодого писателя. За шесть месяцев до этого Хемингуэй познакомился с Фрэнсисом Скоттом Фицджеральдом, и у них сформировалась дружба «с восторгом и враждебностью». В том же году Фицджеральд опубликовал свой известный роман «Великий Гэтсби». Хемингуэю понравилась эта работа, и он решил, что его следующим произведением должен быть роман.
В 1923 году Хемингуэй вместе с женой Хедли впервые посетил фестиваль Сан-Фермин в испанском городе Памплона, где был очарован зрелищем корриды. Хемингуэи вернулись в Памплону в 1924 году и в третий раз в июне 1925. В последний раз они привезли с собой группу американских и британских экспатриантов: друга детства Хемингуэя Билла Смита, Дональда Огдена Стюарта, Леди Дафф Твисден (недавно разведённую), её любовника Пэта Гатри и Гарольда Лёба. Через несколько дней после того, как фиеста закончилась, в день своего рождения (21 июля), писатель начал работать над романом «И восходит солнце», закончив его написание через восемь недель. В декабре 1925 года Хемингуэи решили провести зиму в австрийском городе Шрунсе, где он начал пересматривать рукописи произведения. В январе к ним присоединилась Полин Пфайффер и, вопреки советам Хедли, уговорила Хемингуэя подписать контракт с издательством Charles Scribner's Sons. Он покинул Австрию для быстрой поездки в Нью-Йорк, чтобы встретиться с издателями, а на обратном пути, во время остановки в Париже, у него начался роман с Полин, после чего он вернулся в Шрунс и в марте закончил работу над своим произведением. В апреле 1926 года рукопись была доставлена в Нью-Йорк, после чего Хемингуэй окончательно отредактировал роман в августе, а в октябре Charles Scribner’s Sons опубликовало его.
Роман «И восходит солнце», главными персонажами которого стали представители поколения послевоенных экспатриантов, получил положительные отзывы критиков и был «признан величайшим произведением Хемингуэя». Сам Хемингуэй позднее писал редактору Максу Перкинсу, что главной темой книги была не столько потерянность поколения, сколько то, что «земля пребывает во веки» (the earth abideth forever); он предполагал, что персонажи романа, возможно, были потрёпанные, но не потерянные.
Отношения Хемингуэя и Хедли ухудшились, когда он работал над романом «И восходит солнце». Весной 1926 года Хедли стало известно о его романе с Полин Пфайфер, которая поехала с ними в Памплону в июле. Когда они вернулись в Париж, Хемингуэй и его жена разошлись по её требованию, а в ноябре Хедли официально запросила развод. Они разделили имущество, а Хедли приняла предложение Хемингуэя в дополнение получить выручку от «И восходит солнце». В январе 1927 года пара развелась, а в мае Хемингуэй женился на Полин Пфайфер.
Пфайфер, которая была родом из богатой арканзасской католической семьи, приехала в Париж, чтобы работать для журнала Vogue. Перед их браком Хемингуэй принял католическую веру. Они провели медовый месяц в Ле-Гро-дю-Руа, где он отболел сибирской язвой, после чего писатель начал планировать свой следующий сборник рассказов, «Мужчины без женщин», который был издан в октябре 1927 года. В конце года Полин, которая была беременна, захотела вернуться в Соединённые Штаты. Джон Дос Пассос порекомендовал остров Ки-Уэст во Флоридском заливе, и в марте 1928 года они покинули Париж. Этой же весной Хемингуэй получил тяжёлую травму в своей ванной в Париже, сильно ударившись головой, после чего у него на всю жизнь остался выпуклый шрам на лбу. Если Хемингуэю задавали вопросы про этот шрам, он не хотел говорить о нём. После отъезда из Парижа Хемингуэй больше никогда не жил в больших городах.

### Ки-Уэст и Карибское море

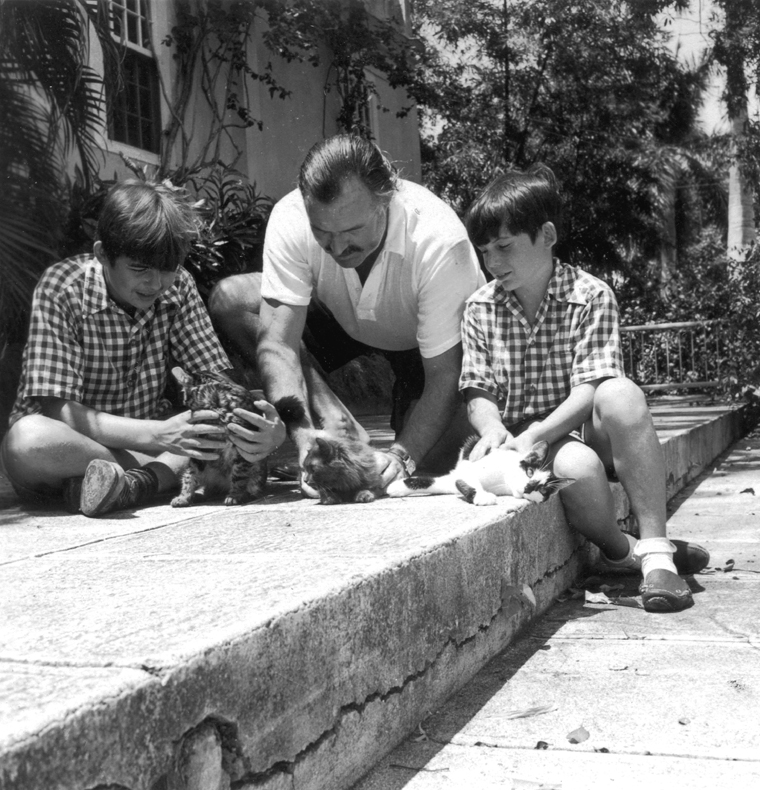
С сыновьями Патриком и Грегори

В конце весны Хемингуэй и Полин отправились в Канзас-Сити, где 28 июня 1928 года у них родился сын Патрик. У Полин были тяжёлые роды, которые автор перенёс в роман «Прощай, оружие!». После рождения Патрика Хемингуэй с женой отправились в Вайоминг (штат Массачусетс) и Нью-Йорк. Зимой он был в Нью-Йорке с Бамби, собираясь сесть на поезд до Флориды, когда получил телеграмму, где прочитал, что его отец покончил жизнь самоубийством. Хемингуэй был потрясён этой новостью: ранее он писал отцу, чтобы тот не волновался о финансовых трудностях, но письмо пришло уже после самоубийства. Он понял, как Хедли чувствовала себя после самоубийства её собственного отца в 1903 году, а также замечал: «Я, наверное, пойду тем же путём».
В декабре Хемингуэй вернулся на Ки-Уэст, где работал над романом «Прощай, оружие!», после чего в январе отправился во Францию. Произведение должно было начать издаваться в журнале Scribner's Magazine в мае, однако в апреле писатель ещё работал над финалом романа, который он переписывал по меньшей мере семнадцать раз и закончил написание только в августе. Завершённый роман был опубликован 27 сентября. Биограф Джеймс Мэллоу считает, что «Прощай, оружие!» установил авторитет Хемингуэя как основного американского писателя и включает в себя высокий уровень сложности, которого не было в «И восходит солнце». Летом 1929 года в Испании автор готовился к своей следующей книге «Смерть после полудня». Он хотел написать всеобъемлющий трактат о бое быков, полностью пояснив понятия тореро и корриды, снабдив книгу глоссариями и примечаниями, так как считал, что коррида «представляет великий трагический интерес, касающийся буквально жизни и смерти».
В начале 1930-х годов Хемингуэй проводил зимы на Ки-Уэсте, а летом посещал Вайоминг, где он нашёл «красивейший край, который он видел на западе Америки» и где охотился на оленей, лосей и медведей гризли. Сюда же к Хемингуэю наведывался Дос Пассос, и в ноябре 1930 года, после того как Дос Пассос прибыл на железнодорожный вокзал в Биллингсе (штат Монтана), Хемингуэй попал в автомобильную аварию и сломал руку. В итоге писатель был госпитализирован в течение семи недель, где за ним присматривала Полин, а сухожилия на его пишущей руке заживали около года, во время которого он страдал от сильной боли.
12 ноября 1931 года в Канзас-Сити у писателя родился третий сын — Грегори Хэнкок Хемингуэй. Дядя Полин подарил им дом на Ки-Уэсте с гаражом и вторым этажом, который был преобразован под письменную студию Хемингуэя. Из-за того, что новый дом находился рядом с маяком, Хемингуэю было легко найти его после долгих ночей употребления алкоголя. В то время Хемингуэй часто посещал местный бар Sloppy Joe'S. Он приглашал своих друзей, включая Уолдо Пирса, Дос Пассоса и Макса Перкинса, на рыбалку и на исключительно мужские экспедиции на острова Драй-Тортугас. Между тем, он продолжал путешествовать в Европу и на Кубу, и, хотя в 1933 году он писал о Ки-Уэст «У нас здесь прекрасный дом, дети, и всё хорошо» Мэллоу считает, что Хемингуэй «был явно обеспокоен».

#### Литературное признание
Первый настоящий писательский успех пришёл к Эрнесту Хемингуэю в 1926 году после выхода в свет «И восходит солнце» — пессимистичного, но в то же время блистательного романа о «потерянном поколении» молодых людей, живших во Франции и Испании 1920-х годов.
В 1927 году у Эрнеста Хемингуэя вышел сборник рассказов «Мужчины без женщин», а в 1933 — «Победитель не получает ничего». Они окончательно утвердили Хемингуэя в глазах читателей как уникального автора коротких рассказов. Среди них стали особенно известными «Убийцы», «Недолгое счастье Фрэнсиса Макомбера» и «Снега Килиманджаро».
И всё же большинству Хемингуэй стал памятен своим романом «Прощай, оружие!» (1929) — историей любви американского добровольца и английской медсестры, развивавшейся на фоне сражений Первой мировой войны. Книга имела в Америке небывалый успех — продажам не помешал даже экономический кризис.

### 1930-е годы

#### Флорида
В начале 1930 года Хемингуэй вернулся в США и поселился в городке Ки-Уэст, Флорида. Здесь он увлёкся рыболовством, путешествовал на своей яхте к Багамским островам, Кубе и писал новые рассказы. По мнению биографов, именно в это время к нему пришла слава большого писателя. Всё, отмеченное его авторством, достаточно быстро публиковалось и расходилось многочисленными тиражами. В доме, где он провёл несколько лучших лет жизни, создан музей писателя.
Осенью 1930 года Эрнест попал в серьёзную автокатастрофу, результатом которой стали переломы, травма головы и почти полугодичный период восстановления от травм. Писатель на время отказался от карандашей, которыми обычно работал, и начал печатать на машинке. В 1932 году он взялся за роман «Смерть после полудня», где с большой точностью описал корриду, представив её как ритуал и испытание мужества. Книга снова стала бестселлером, подтвердив статус Хемингуэя как американского писателя «номер один».
В 1933 году Хемингуэй взялся за сборник рассказов «Победитель не получает ничего», доходы от которого он планировал потратить на исполнение своей давней мечты — длительное сафари в Восточной Африке. Книга вновь удалась, и уже в конце того же года писатель отправился в путешествие.

#### Африка
Хемингуэй прибыл в район озера Танганьика, где нанял обслугу и проводников из числа представителей местных племён, разбил лагерь и начал выезжать на охоту. В январе 1934 года Эрнест, вернувшись из очередного сафари, заболел амёбной дизентерией. С каждым днём состояние писателя ухудшалось, он бредил, а организм был сильно обезвожен. Из Дар-эс-Салама за писателем был прислан специальный самолёт, который отвёз его в столицу территории. Здесь, в английском госпитале, он провёл неделю, пройдя курс активной терапии, после чего пошёл на поправку.
Тем не менее этот сезон охоты закончился для Хемингуэя удачно: он подстрелил трёх львов, среди его трофеев также оказались двадцать семь антилоп, крупный буйвол и другие африканские животные. Впечатления писателя от Танганьики зафиксированы в книге «Лев мисс Мэри», которую Хемингуэй посвятил своей жене и её долгой охоте на льва, а также в произведении «Зелёные холмы Африки» (1935). Произведения по сути являлись дневником Эрнеста как охотника и путешественника.

#### Гражданская война в Испании
В начале 1937 года писатель закончил очередную книгу — «Иметь и не иметь». В повести была дана авторская оценка событий эпохи Великой депрессии в США. Хемингуэй взглянул на проблему глазами человека, жителя Флориды, который, спасаясь от нужды, становится контрабандистом. Здесь впервые за много лет в творчестве писателя появилась социальная тема, во многом вызванная тревожной ситуацией в Испании. Там началась Гражданская война, которая очень сильно взволновала Эрнеста Хемингуэя. Он принял сторону республиканцев, боровшихся с генералом Франко, и организовал сбор пожертвований в их пользу. Собрав деньги, Эрнест обратился в Североамериканскую газетную ассоциацию с просьбой направить его в Мадрид для освещения хода боевых действий. В скором времени была собрана съёмочная группа во главе с кинорежиссёром Йорисом Ивенсом, которая намеревалась снять документальный фильм «Земля Испании». Сценаристом картины выступил Хемингуэй.
В самые тяжёлые дни войны Эрнест находился в осаждённом франкистами Мадриде, в отеле «Флорида», который на время стал Штабом интернационалистов и клубом корреспондентов. Во время бомбёжек и артобстрелов была написана единственная пьеса — «Пятая колонна» (1937) — о работе контрразведки. Здесь же он познакомился с американской журналисткой Мартой Геллхорн, которая по возвращении домой стала его третьей супругой. Из Мадрида писатель на некоторое время выезжал в Каталонию, так как бои под Барселоной отличались особой жестокостью. Здесь в одном из окопов Эрнест познакомился с французским писателем и лётчиком Антуаном де Сент-Экзюпери и командиром интернациональной бригады Гансом Кале.

Ганс Кале и Хемингуэй

Впечатления от войны нашли отражение в одном из самых известных романов Хемингуэя — «По ком звонит колокол» (1940). В нём сочетаются яркость картин крушения республики, осмысление уроков истории, приведшей к такому финалу, и вера в то, что личность выстоит даже в трагические времена.

### Вторая мировая война
В 1934 году, после возвращения из африканского сафари, Хемингуэй отправился в Бруклин, где на судоверфи Уилера купил большой морской катер, дав ему название «Пилар». Позднее он перегнал судно на Кубу и занимался там морской рыбалкой до 7 декабря 1941 года, когда Япония напала на базу Пёрл-Харбор, и Тихий океан превратился в зону ведения активных боевых действий.
В 1941—1943 годах Эрнест Хемингуэй организовал контрразведку против нацистских шпионов на Кубе и охотился на своём катере за немецкими подводными лодками в Карибском море. После этого он возобновил свою журналистскую деятельность, переехав в Лондон в качестве корреспондента.
В 1944 году Хемингуэй участвовал в боевых полётах бомбардировщиков над Германией и оккупированной Францией. Во время высадки союзников в Нормандии добился разрешения участвовать в боевых и разведывательных действиях. Эрнест встал во главе отряда французских партизан численностью около 200 человек и участвовал в боях за Париж, Бельгию, Эльзас, в прорыве «линии Зигфрида». По другим данным, он возглавил небольшой отряд французской самообороны в Рамбуйе, за что оказался под следствием, поскольку Женевская конвенция запрещает журналистам принимать участие в боевых действиях.
Хемингуэю была вручена Бронзовая звезда за то, что «находился под обстрелом в районах боевых действий для того, чтобы передать точную картину событий и позволить читателям получить яркое представление о трудностях и победах фронтовиков в бою».

### Куба

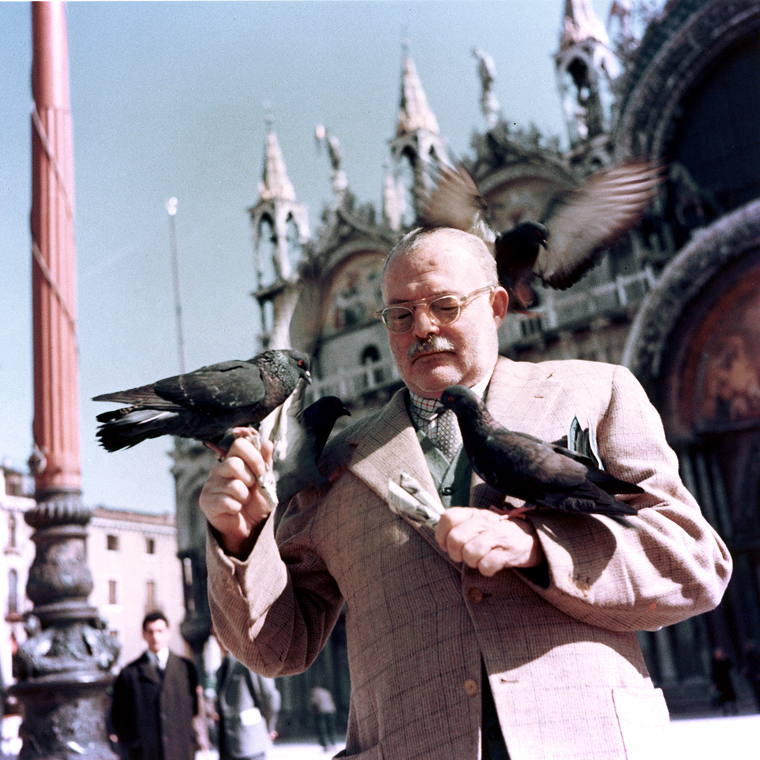
В Венеции, Италия, 1954 год

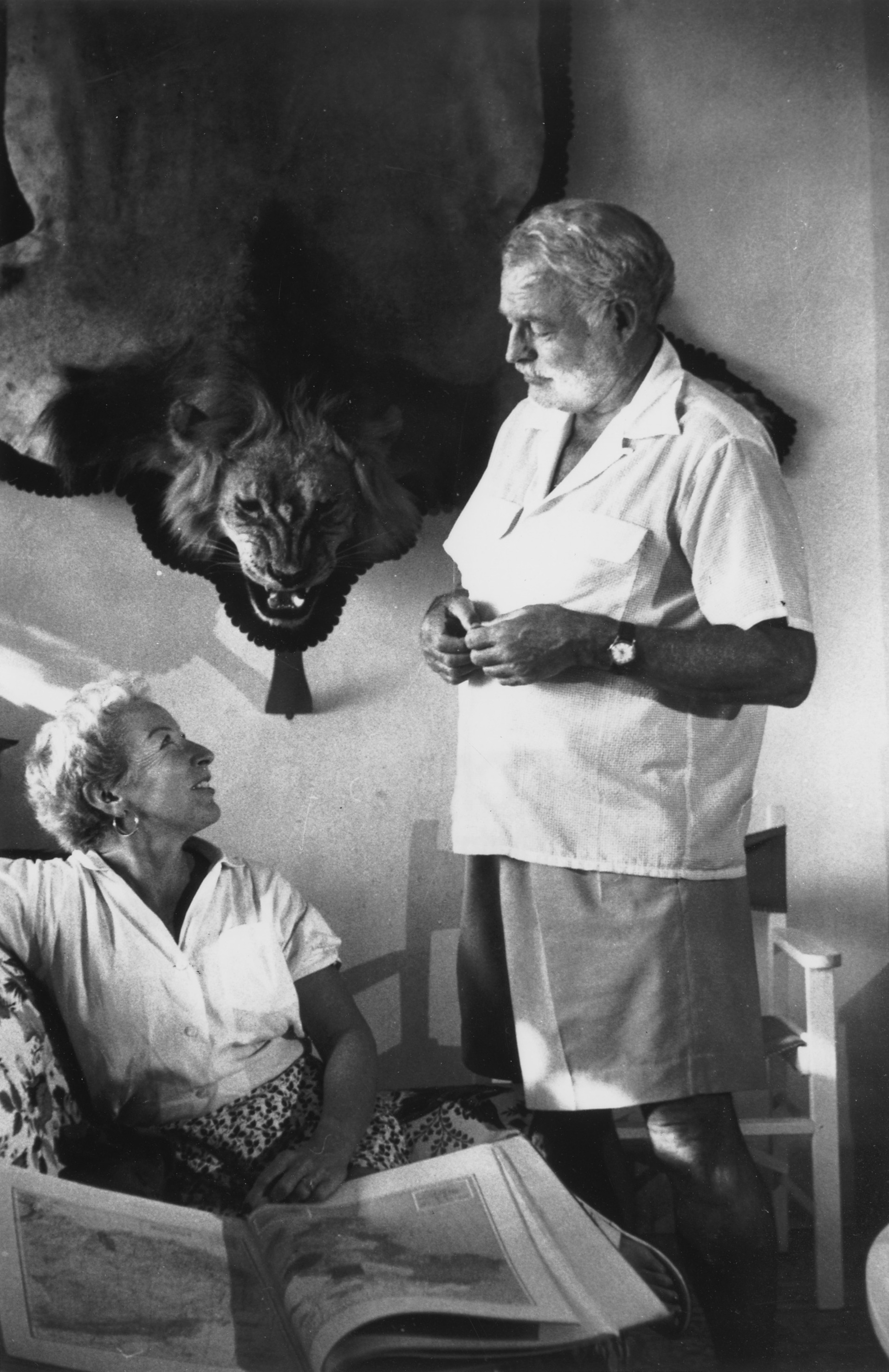
Эрнест и Мэри Хемингуэй в их кубинском поместье «Финка Вихия»

В 1949 году писатель переехал на Кубу, где возобновил литературную деятельность. Ещё в 1940 году он приобрёл в пригороде Гаваны дом в поместье «Финка Вихия» (исп. Finca Vigía). Там была написана повесть «Старик и море» (1952). Книга повествует о героическом и обречённом противостоянии силам природы, о человеке, который одинок в мире, где ему остаётся рассчитывать только на собственное упорство, сталкиваясь с извечной несправедливостью судьбы. Аллегорическое повествование о старом рыбаке, сражающемся с акулами, которые растерзали пойманную им огромную рыбу, отмечено чертами, наиболее характерными для Хемингуэя как художника: неприязнью к интеллектуальной изысканности, приверженностью ситуациям, в которых наглядно проявляются нравственные ценности, скупым психологическим рисунком.
В 1953 году Эрнест Хемингуэй получил Пулитцеровскую премию за повесть «Старик и море». Это произведение повлияло также на присуждение Хемингуэю Нобелевской премии по литературе в 1954 году. В 1956 году Хемингуэй начал работу над автобиографической книгой о Париже 1920-х годов — «Праздник, который всегда с тобой», которая вышла только после смерти писателя.
Он продолжал путешествовать и в январе 1954 года в Африке попал в две серьёзные авиакатастрофы подряд. Некоторые СМИ даже успели напечатать некрологи по этой причине.
В 1954 году в честь 55-летия, незадолго до присуждения Нобелевской премии, Хемингуэй получил в награду от правительства Батисты орден «Карлос Мануэль де Сеспедес». Несмотря на это, в 1959 году он приветствовал свержение диктатора и Кубинскую революцию. В 1957 году на Кубе побывал мастер портретной фотографии Юсуф Карш, который сделал ряд портретов писателя, из которых наибольшей известностью пользуется тот, где Хемингуэй позирует в свитере грубой вязки.

### Последние годы жизни и смерть
В конце июля 1960 года Хемингуэй покинул Кубу и вернулся в США, в Нью-Йорк, где пробыл пару недель, после чего неожиданно решил повидать своего друга матадора и одного из героев документального романа «Опасное лето» Антонио Ордоньеса и улетел в Испанию. Вернувшись в октябре в США, он поселился в городке Кетчум (штат Айдахо), в котором в 1959 году он купил дом.
Хемингуэй страдал от ряда серьёзных заболеваний. Кроме того, близкие люди отмечали ухудшение его психического состояния. По словам его жены Мэри Уэлш, Хемингуэй стал полной противоположностью тому, кем он был раньше — из общительного, полного жизни человека с бьющей через край энергией он превратился в замкнутого и молчаливого.
Никто из трёх ближайших к писателю людей не мог точно сказать, что с ним происходит. Врач из Сан-Вэлли Джордж Савиерс рекомендовал положить Хемингуэя в клинику широкого профиля Майо в г. Рочестер (США) для обследования. Хемингуэй очень скептически относился к психиатрам, поэтому причиной обследования для него называлась гипертония, реальной же причиной была депрессия, в которой он находился.
В клинике при обследовании у Хемингуэя был диагностирован сахарный диабет в начальной стадии, что усугубило его состояние. Он погрузился в депрессию с паранойей по поводу слежки. Ему казалось (либо это так и было на самом деле), что за ним всюду следуют агенты ФБР и что повсюду расставлены жучки, телефоны прослушиваются, почта прочитывается, банковский счёт постоянно проверяется. Он мог принять случайных прохожих за агентов.
В начале 1980-х годов, когда архивное дело Э. Хемингуэя в ФБР было рассекречено, факт слежки за писателем подтвердился — за последние пять лет жизни писателя в дело были добавлены два новых донесения. 2 июля 2011 года в рубрике «Мнения» газеты The New York Times друг и биограф писателя А. Хотчнер высказал версию, что ФБР действительно активно следило за Хемингуэем.

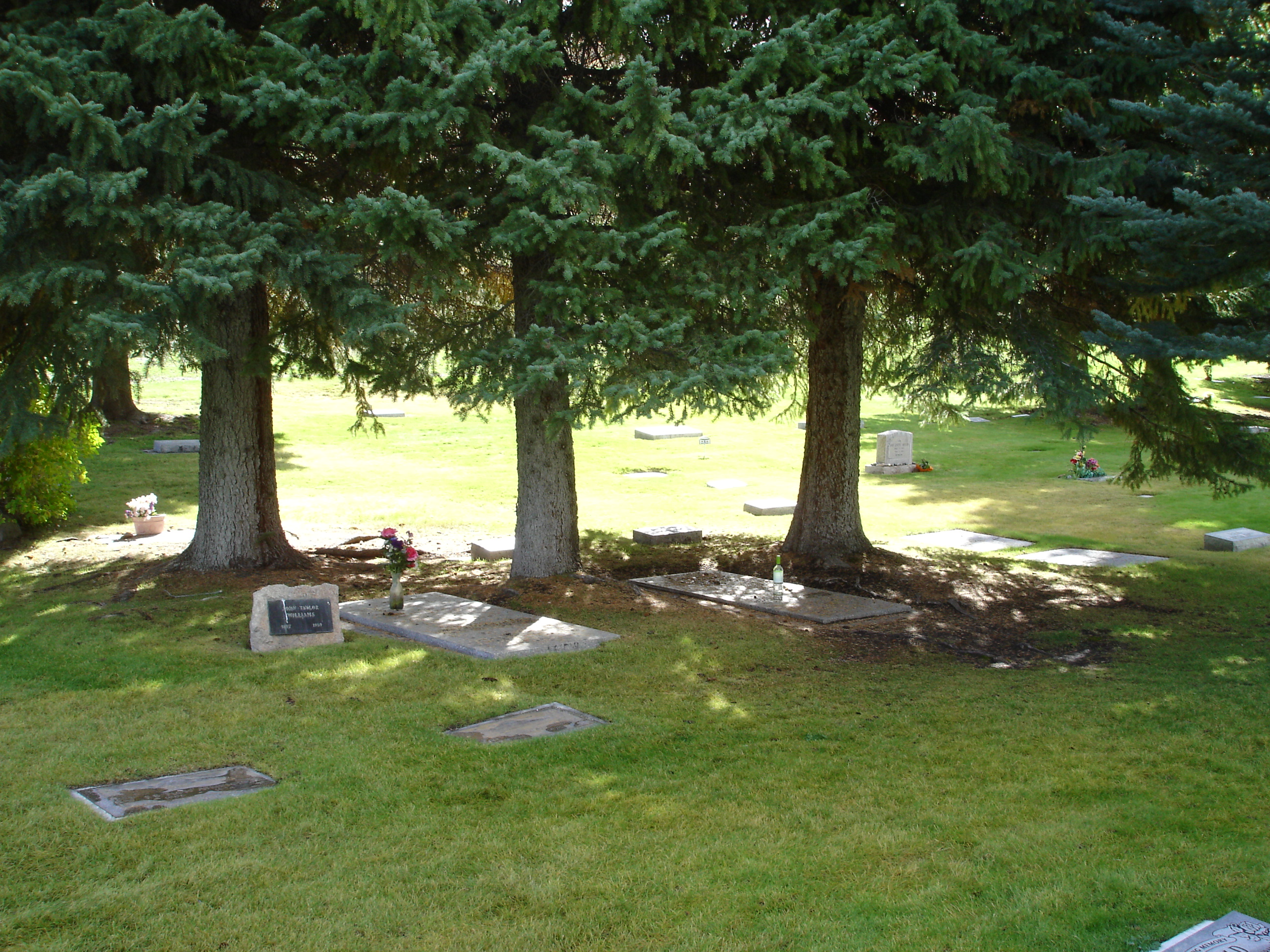
Могилы Эрнеста и Мэри Хемингуэй в Кетчуме

Хемингуэя пытались лечить методами психиатрии. В качестве лечения применялась электросудорожная терапия. После 13 сеансов электрошока писатель потерял память и возможность творить. Вот что сказал сам Хемингуэй:

Эти врачи, что делали мне электрошок, писателей не понимают… Пусть бы все психиатры поучились писать художественные произведения, чтобы понять, что значит быть писателем… какой был смысл в том, чтобы разрушать мой мозг и стирать мою память, которая представляет собой мой капитал, и выбрасывать меня на обочину жизни?

Во время лечения он звонил своему другу с телефона в коридоре клиники, чтобы сообщить, что жучки расставлены и в клинике. Попытки «лечить» его аналогичным образом были повторены и позже. Однако это не давало никаких результатов. Он не мог работать, пребывал в депрессии, страдал от паранойи и всё чаще поговаривал о самоубийстве. Были и попытки (например, неожиданный рывок в сторону пропеллера самолёта и т. п.), от которых удавалось его уберечь.
2 июля 1961 года в своём доме в Кетчуме, через несколько дней после выписки из клиники Майо, Хемингуэй застрелился из любимого ружья марки W.&C. Scott & Son модель Monte Carlo B, не оставив предсмертной записки.

## Семья
Первая жена (1921—1927) — Элизабет Хедли Ричардсон (1891—1979).
Сын — Джон Хедли Никанор (Джек) Хемингуэй («Бамби»)(1923—2000).
Внучки: Джоан Уиттлси (Маффет», род. 1950), Марго Хемингуэй (1954—1996), Мэриел Хемингуэй (род. 1961).
Вторая жена (1927—1940) — Паулина Пфайфер (1895—1951).
Сыновья: Патрик (род. 1928), Грегори Хемингуэй (1931—2001).
Внук Шон Хемингуэй (род. 1967)
Третья жена (1940—1945) — Марта Геллхорн (1908—1998).
Четвёртая жена (1946—1961) — Мэри Уэлш Хемингуэй (1908—1986).
Младший брат писателя, Лестер Хемингуэй, тоже был писателем, и тоже покончил жизнь самоубийством аналогичным образом, как его отец и старший брат.

## Библиография

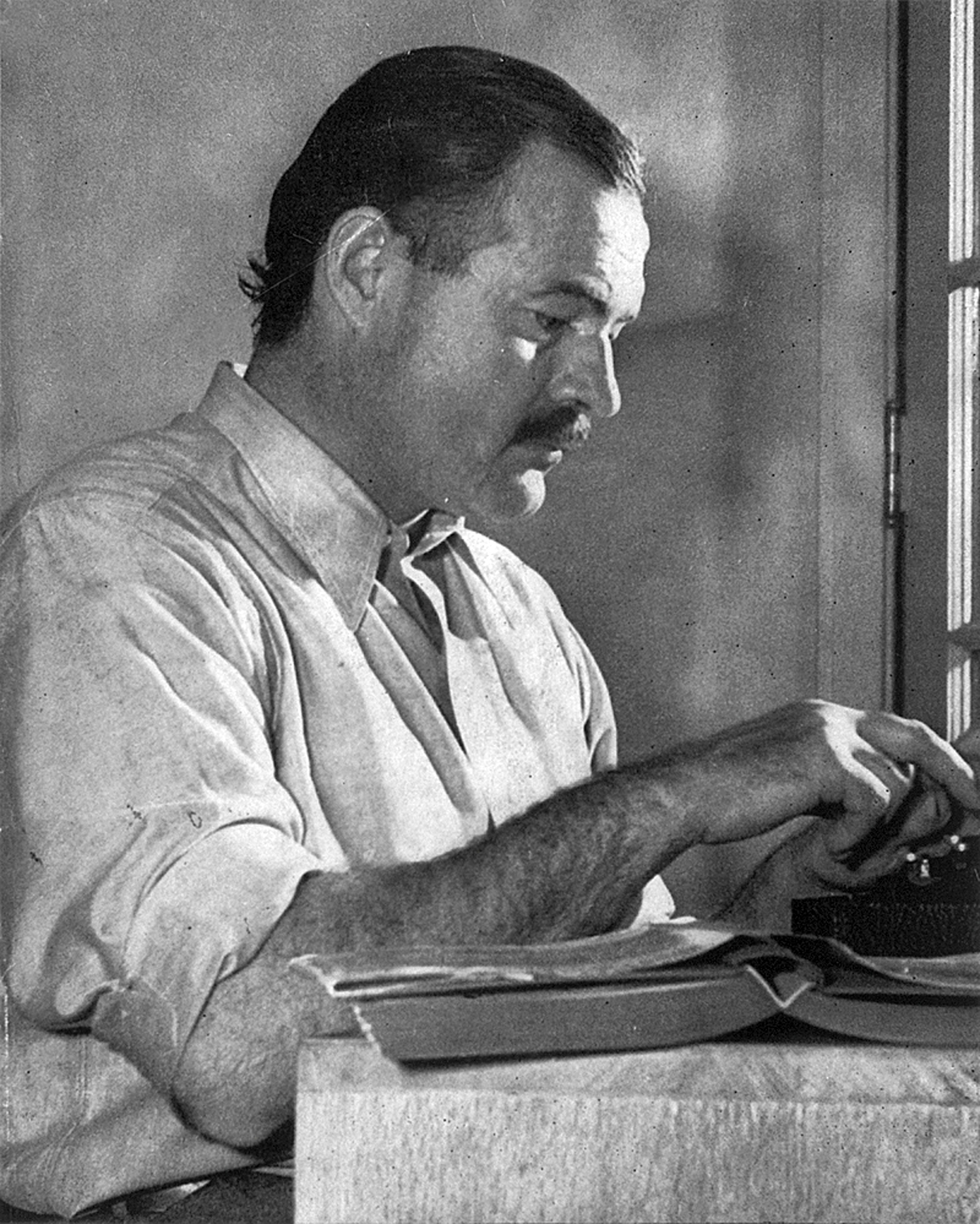
Эрнест Хемингуэй работает над романом «По ком звонит колокол» в городе Сан-Валли (штат Айдахо) в декабре 1939 г.

## Экранизации
- Прощай, оружие! (фильм) (США, 1932 год)
- По ком звонит колокол (фильм) (США, 1943 год)
- Иметь и не иметь (фильм) (США, 1944 год)
- Убийцы (фильм) (США, 1946 год)
- Дело Макомбера (США, 1947 год)
- Снега Килиманджаро (фильм) (США, 1952 год)
- Убийцы (фильм) (СССР, 1956 год, короткометражка: 19 минут)
- И восходит солнце (фильм) (США, 1957 год)
- Прощай, оружие! (фильм) (США, 1957 год)
- Старик и море (фильм) (США, 1958 год)
- Убийцы (фильм) (США, 1964 год)
- Фиеста (фильм-спектакль) (СССР, 1971)
- В любви и войне по мотивам романа «Прощай, оружие!» (США, 1996 год)
- Старик и море (мультфильм) (Канада-Россия-Япония, 1999 год)
- Старик и море (фильм) (Россия, 2006 год) — продолжительность спектакля БДТ 01:32:28
- Эдемский сад (фильм) (2008 год)
- Шал (Старик) (Казахстан, 2012 год)
- За рекой, в тени деревьев (фильм) (США, 2022 год)

## Дом-музей Хемингуэя
Усадьба «Финка Вихия» (дом с башней) в Сан-Франсиско-де-Паула (Куба), вблизи Гаваны, где Хемингуэй жил и работал с 1939 по 1960 год вместе с обстановкой, большой коллекцией оружия, охотничьими трофеями и библиотекой (свыше 5 тыс. томов) после смерти писателя была передана его вдовой в дар кубинскому народу. По решению революционного правительства литературно-мемориальный музей находится под охраной государства. Недалеко от музея, в рыбачьей деревне Кохимар, на средства рыбаков поставлен бронзовый памятник писателю.

## Влияние и посвящения
- Исследователи отмечают связь между творчеством Эрнеста Хэмингуэя и художника Эдварда Хоппера[104][105]. Хоппер и Хемингуэй прошли схожий путь становления, получили признание в 1920-х годы, когда сформировалась их художественная манера. При всей разнице в «темпераменте» мастеров их произведения многое связывает на уровне формы (обращение к реалистическому методу, влияние импрессионистских и модернистских тенденций, стремление к простоте, внимание к свету и тьме) и содержания (обращение к темам войны, «потерянности», деиндивидуализации личности, одиночества, пустоты)[106].
- В 1989 году Генри С. Виллард (англ. Henry S. Villard) и Джеймс Нагель (англ. James Nagel) опубликовали документальный роман «Хемингуэй в любви и войне: утраченный дневник Агнес фон Куровски» (англ. Hemingway in Love and War: The Lost Diary of Agnes von Kurowsky). Книга основана на письмах Агнес, а также корреспонденции самого Эрнеста, и рассказывает об их романтических отношениях во время Первой Мировой войны[107]. Медсестра Американского Красного Креста Агнес фон Куровски послужила прототипом Кэтрин Баркли — героини во многом автобиографичного романа Хемингуэя «Прощай, оружие!». В 1996 году по книге Вилларда и Нагеля Ричард Аттенборо снял фильм «В любви и войне», в котором молодого Хемингуэя сыграл Крис О’Доннелл.
- В 1996 году российский журналист и писатель Игорь Михайлов снял документальный фильм «Париж Хемингуэя», рассказав о любимых местах писателя в Париже.
- В 2011 году снят документальный фильм из цикла «Больше, чем любовь» (телеканал Культура и ООО «Студия „Фишка-фильм“», Россия, Москва): Эрнест Хемингуэй и Мэри Уэлш. «Старик и Мэри: Последняя ночь Эрнеста Хемингуэя» (режиссёр — Ирина Евтеева)[108].
- В 2014 году Игорь Михайлов опубликовал в издательстве «Художественная литература» документальный роман «Роман с жизнью Эрнеста Хемингуэя».
- Кубинский писатель Леонардо Падура поднимает тему жизни Хемингуэя на острове в художественном романе «Прощай, Хемингуэй!»
- Как литературный персонаж в беллетристике Эрнест Хемингуэй выступает в ряде художественных романов американского журналиста и писателя Крэйга Макдональда[англ.][109].
- В 1960-е годы в Сасово Рязанской области кубинскими курсантами лётного училища был установлен памятник Эрнесту Хемингуэю[110].
- Жизни писателя посвящён ряд кинематографических работ. В 1996 году вышел фильм режиссёра Ричарда Аттенборо «В любви и войне», основанный на реальных событиях, описанных писателем в романе «Прощай, оружие!». В 2001 году был выпущен фильм «Hemingway, the Hunter of Death», где писателя сыграл Альберт Финни. Фильм режиссёра Филипа Кауфмана «Хемингуэй и Геллхорн» (2012), главные роли в котором сыграли Николь Кидман и Клайв Оуэн, повествует об отношениях Эрнеста Хемингуэя и его третьей жены Марты Геллхорн, вдохновившей его на написание романа «По ком звонит колокол». Образ писателя неоднократно использовался в художественном кино — как эпизодический персонаж, Хемингуэй появляется в фильме «Модернисты» Алана Рудольфа (в роли Кевин О’Коннор), «Полночь в Париже» Вуди Аллена (в роли Кори Столл), «Гений» Майкла Грандаджа (Доминик Уэст), в нескольких эпизодах телевизионного сериала «Хроники молодого Индианы Джонса» (актёр Джей Андервуд).
- Почтовые службы разных стран неоднократно выпускали марки, посвящённые Хемингуэю: Куба (1963, 1972, 1999, 2010, 2013, 2016), Чехословакия (1968), Парагвай (1977), Гвинея-Бисау (1977), Центральноафриканская империя (1977), США (1989), Швеция (1990), Демократическая Республика Конго (2001), Гвинея (2007), Республика Македония (2011), Вьетнам (2011), Того (2011), Сьерра-Леоне (2017).
- В его честь назван астероид (3656) Хемингуэй.